# SIG Strasbourg
SIG Strasbourg oder einfach nur „la SIG“, bis 2016 Strasbourg Illkirch-Graffenstaden Basket oder Strasbourg IG, ist ein französischer Basketballverein aus Straßburg. Der Verein gewann 2005 die französische Meisterschaft.

## Geschichte
Der Verein wurde 1928 unter dem Namen Sportive Illkirch-Graffenstaden gegründet, wobei sich die Basketballabteilung ein Jahr später formierte. 1938 spielte man erstmals in der ersten Liga. Es folgten diverse Abstiege und Wiederaufstiege. Sportliche Erfolge konnte der Verein zunächst nicht aufweisen. In den 1990ern war man überwiegend zweitklassig, bis der Klub 1999 Meister der LNB Pro B wurde und aufstieg. Im selben Jahr, sowie auch schon 1994, errang das Team den französischen Pokal. Es folgte die Etablierung im Oberhaus. Erreichte man anfangs schon die Play-off-Halbfinals, gewann der Verein 2005 seine erste Meisterschaft. Strasbourg konnte dieses Niveau danach nicht mehr erreichen und spielte in der LNB Pro A lange Zeit eine durchschnittliche Rolle, ehe man in der Saison 2012/13 hinter JSF Nanterre Vizemeister wurde. Zwischen 2013 und 2017 wurde der Verein dann fünfmal hintereinander Vizemeister.
Auf europäischer Ebene erreichte die Mannschaft einmal das Viertelfinale des ULEB Cup. In der EuroLeague-Saison 2005/06, für die man als Meister 2005 qualifiziert war, schied man als Siebter in der ersten Gruppenphase aus. 2013/14 nimmt Strasbourg IG zum zweiten Mal an der Euroleague teil.

## Halle
Der Verein trägt seine Heimspiele im 6.200 Plätze umfassenden Rhenus Sport aus.

## Erfolge
National
- Französischer Meister: 2005
- Finalist (Vizemeister): 2013, 2014, 2015, 2016, 2017
- Französischer Pokalsieger: 2015, 2018
- Finalist (Vize-Pokalsieger): 1994, 1999
- Sieger des Leaders Cup: 2015, 2019

International
- Finalist ULEB Eurocup: 2016
- Viertelfinalist ULEB Cup: 2007

## Bekannte Spieler
| - Bruno Hamm 1988–1994 - Michael Brooks 1995/96 - Boris Gorenc 1996/97 - Jyri Lehtonen 1996–1998 - Todd Mitchell 1997/98 - Frédéric Forte 1999–2003 - Jo Jo English 2000/01 - Keith Jennings 2000–2002, 2003/04 - Kornél Dávid 2001/02 - Hugues Occansey 2001/02 - J. R. Reid 2001/02 - Alvin Sims 2002/03 - / Crawford Palmer 2002–2006 | - Rick Hughes 2003/04 - Thierry Rupert 2003/04 - Hrvoje Perinčić 2003–2005 - Afik Nissim 2003–2005, 2006–2008 - Sharif Fajardo 2004/05 - Aymeric Jeanneau 2004–2006, seit 2010 - / Ricardo Greer 2004–2006, seit 2010 - / Jeff Greer 2004–2006, seit 2012 - Ondřej Starosta 2005/06 - K’Zell Wesson 2005/06 - Sacha Giffa 2005–2011 - Chuck Eidson 2006/07 - / Derrick Obasohan 2007–2009 | - David Simon 2008–2010 - Terrel Harris 2009 - Thomas Heurtel 2009/10 - Anthony Roberson 2009/10 - Tremmell Darden 2009/10 - Alain Digbeu 2009–2011 - Chris Oliver 2011/12 - Alexis Ajinça seit 2012 - / Louis Campbell seit 2012 Frank Ntilikina 2015–2017 |